# مغامرات ثلاثة رجال إنجليز وثلاثة روس في جنوب إفريقيا
مغامرات ثلاثة رجال إنجليز وثلاثة روس في جنوب أفريقيا (بالفرنسية: Aventures de trois Russes et de trois Anglais dans l'Afrique australe)‏، (بالإنجليزية: The Adventures of Three Englishmen and Three Russians in South Africa)‏ هي رواية من تأليف الروائي جول فيرن صدرت عام 1872.

## روابط خارجية
- 52 رسم توضيحي بواسطة جول فيرات